# Ernest Żelazny
Ernest Żelazny (ur. 1377, zm. 10 czerwca 1424) – książę Styrii, Karyntii i Krainy.
Syn Leopolda III i księżniczki mediolańskiej Viridis Visconti, młodszy brat Wilhelma Uprzejmego, narzeczonego Jadwigi Andegaweńskiej.
Żonaty najpierw z Małgorzatą, córką księcia szczecińskiego Bogusława V, a po jej śmierci z Cymbarką, córką księcia mazowieckiego Siemowita IV i Aleksandry, siostry króla Polski Władysława II Jagiełły. Małżeństwo z Cymbarką, zawarte w 1412, było umocnieniem sojuszu pomiędzy Polską a austriackimi książętami (24 lutego 1412), skierowanego przeciw Zygmuntowi Luksemburskiemu. Z małżeństwa urodziło się dziewięcioro dzieci, m.in. Fryderyk III Habsburg (cesarz rzymski), Małgorzata Habsburg oraz Albrecht VI Habsburg.